# El laberint roig
El laberint roig (títol original: Red Corner) és una pel·lícula estatunidenca dirigida per Jon Avnet, estrenada el 1997 i doblada al català.

## Argument
Jack Moore és un ric advocat que treballa per a una cadena de televisió com a consultor, el seu negoci el va portar a Beijing, on després de passar una nit amb una dona, va ser despertat bruscament per la policia xinesa i la dona sense vida en un bassal de sang. Detingut, Jack Moore, ha de lluitar contra el sistema judicial de la Xina, que té molt poc de democràtic, per demostrar la seva innocència. Abandonat a la seva sort pel govern dels EUA, que no vol pertorbar les relacions entre els dos estats, l'única que creu en la seva innocència és Shen Yuelin, l'advocada d'ofici que el tribunal li ha assignat.

## Repartiment
- Richard Gere: Jack Moore
- Bai Ling: Shen Yuelin
- Bradley Whitford: Bob Ghery
- Byron Mann: Lin Dan
- James Hong: Lin Shou
- Tzi Ma: Li Cheng
- Peter Donat: David McAndrews

## Rebuda
A la seva estrena als Estats Units, Red Corner  va rebre|ressenyes generalment negatives. En el portal Rotten Tomatoes, la pel·lícula va rebre un 32% de crítiques cinematogràfiques positives basades en 22 ressenyes, i un índex d'audiència d'un 49% basat en 7.795 ressenyes. Va dir que la pel·lícula, "Tan irrealista, tan ideada i tan descaradament 'Hollywood' que Gere no es pot imaginar si està obrint ulls al problema, o cap porta a la seva solució."
En la seva crítica a Los Angeles Times , Kenneth Turan descrivia Red corner  com un "melodrama lent i sense interès que costa més per l'engany que està dient alguna cosa significativa. Però la seva història d'un home sol contra el sistema és gastada i els punts al voltant de l'estat de la justícia a la Xina són dificultats per una actitud que voreja la xenofòbia.